# Olszewo (Olecko)
Olszewo (deutsch Olschöwen, 1933 bis 1945 Erlental) ist ein Dorf in der polnischen Woiwodschaft Ermland-Masuren, das zur Stadt-und-Land-Gemeinde Olecko (Marggrabowa, umgangssprachlich auch: Oletzko, 1928 bis 1945 Treuburg) im Powiat Olecki (Kreis Oletzko, 1933 bis 1945 Kreis Treuburg) gehört.

## Geographische Lage
Olszewo liegt am Nordufer des Großen Olschöwener Sees (1933 bis 1945 Großer Erlentaler See, polnisch Jezioro Olszewskie) im Osten der Woiwodschaft Ermland-Masuren, neun Kilometer nordwestlich der Kreisstadt Olecko.

## Geschichte
Das seinerzeit Lipumpsken, nach 1785 Ollschöwen und bis 1933 Olschöwen genannte Dorf wurde 1563 gegründet.
Am 27. Mai 1874 wurde Olschöwen Amtsdorf und damit namensgebend für den Amtsbezirk, der – am 22. Februar 1934 in „Amtsbezirk Erlental“ umbenannt – bis 1945 bestand und zum Kreis Oletzko (1933 bis 1945 Kreis Treuburg) im Regierungsbezirk Gumbinnen der preußischen Provinz Ostpreußen gehörte. 500 Einwohner waren im Jahre 1910 in Olschöwen registriert.
Aufgrund der Bestimmungen des Versailler Vertrags stimmte die Bevölkerung im Abstimmungsgebiet Allenstein, zu dem Olschöwen gehörte, am 11. Juli 1920 über die weitere staatliche Zugehörigkeit zu Ostpreußen (und damit zu Deutschland) oder den Anschluss an Polen ab. In Olschöwen stimmten 385 Einwohner für den Verbleib bei Ostpreußen, auf Polen entfiel keine Stimme.
Am 15. Dezember 1933 wurde Olschöwen aus politisch-ideologischen Gründen der Abwehr fremdländisch klingender Ortsnamen in „Erlental“ umbenannt. Die Einwohnerzahl in diesem Jahr belief sich auf 471 und betrug 1939 noch 431.
In Kriegsfolge kam das Dorf 1945 mit dem gesamten südlichen Ostpreußen zu Polen und erhielt die polnische Namensform „Olszewo“. Heute ist es Sitz eines Schulzenamtes (polnisch sołectwo) und somit eine Ortschaft im Verbund der Stadt-und-Land-Gemeinde Olecko (Marggrabowa, 1928 bis 1945 Treuburg) im Powiat Olecki (Kreis Oletzko, 1933 bis 1945 Kreis Treuburg), bis 1998 der Woiwodschaft Suwałki, seitdem der Woiwodschaft Ermland-Masuren zugeordnet.

### Amtsbezirk Olschöwen/Erlental (1874–1945)
Zum Amtsbezirk Olschöwen (ab 1934: „Amtsbezirk Erlental“) gehörten zwischen 1874 und 1945 fünf Dörfer:
| Name      | Änderungsname (1938 bis 1945) | Polnischer Name |
| --------- | ----------------------------- | --------------- |
| Dopken    | Markgrafsfelde                | Dobki           |
| Dullen    |                               | Duły            |
| Gordeyken | Gordeiken                     | Gordejki        |
| Jaschken  | Jesken                        | Jaśki           |
| Olschöwen | (ab 1933:) Erlental           | Olszewo         |

## Religionen
Bis 1945 war Olschöwen resp. Erlental in die Evangelische Kirche Marggrabowa in der Kirchenprovinz Ostpreußen der Kirche der Altpreußischen Union sowie in die katholische Pfarrkirche der Kreisstadt im Bistum Ermland eingepfarrt.
Die katholischen Kirchenglieder heute sind weiterhin zur Kreisstadt orientiert, die jetzt zum Bistum Ełk (deutsch Lyck) der Römisch-katholischen Kirche in Polen gehört. In Olszewo lebende evangelische Kirchenglieder besuchen die Kirchen in Ełk oder auch Gołdap, beide zur Diözese Masuren der Evangelisch-Augsburgischen Kirche in Polen zugehörig.

## Verkehr
Olszewo liegt nördlich der Woiwodschaftsstraße DW 655 und ist von dieser über Duły (Dullen) bzw. Doliwy (Doliwen, 1938 bis 1945 Teichwalde) zu erreichen.
Bis 1945 war Doliwy die nächstgelegene Bahnstation und lag an der Bahnstrecke Kruglanken–Marggrabowa (Oletzko)/Treuburg (polnisch Kruklanki–Olecko), die nach Kriegsende nicht mehr befahren wurde.